# Scrophularia capillaris
Scrophularia capillaris är en flenörtsväxtart som beskrevs av Pierre Edmond Boissier och Bal.. Scrophularia capillaris ingår i släktet flenörter, och familjen flenörtsväxter. Inga underarter finns listade i Catalogue of Life.